# San Juan (Argentina)
San Juan je hlavní město argentinské provincie San Juan v regionu Cuyo. Leží v Tulúm Valey, západně od řeky San Juan.
Město založil v roce 1562 Juan Jufré y Montesa. V roce 1593 bylo kvůli záplavám, které způsobovala řeka San Juan, přesunuto přibližně o dva kilometry jižněji. V koloniální době patřilo město krátkou chvíli pod Chile, ale vyhlášením nezávislosti připadlo definitivně Argentině.
Koncem 19. století mělo město katedrálu, hornickou školu, botanickou zahradu a 15 000 obyvatel se zabývalo zemědělskou výrobou. Své produkty vyváželi zejména do Chile. Obchodovali s dobytkem, sušeným ovocem, vínem a destiláty.
Dne 15. ledna 1944 postihlo město ničivé zemětřesení o síle 7,4 stupně Richterovy stupnice. Větší část města zůstala v troskách a zahynulo velké množství lidí.